# Geron anomalus
Geron anomalus är en tvåvingeart som först beskrevs av Hesse 1938.  Geron anomalus ingår i släktet Geron och familjen svävflugor. Inga underarter finns listade i Catalogue of Life.